# Jubiläumsweg Bodenseekreis
Der Jubiläumsweg Bodenseekreis ist ein 111 Kilometer langer Wanderweg, der 1998 zum 25-jährigen Bestehen des baden-württembergischen Bodenseekreises eingerichtet wurde.

## Allgemein
Der Weg führt durch das Hinterland des Bodensees. Die Wahl des Weges durch dreizehn Städte und Gemeinden des Bodenseekreises ist bewusst „weg vom Bodensee“ und dem Haupttouristenstrom in das reizvolle Hinterland gelegt worden: Auch hier lassen sich viele, zum Teil noch unbekannte, natürliche und kulturelle Schönheiten entdecken.

## Wegzeichen
Der Jubiläumsweg ist auf seiner gesamten Länge ausgeschildert. Nach fast einheitlicher Beschilderung der gesamten Bodenseeregion in den vergangenen Jahren ist der Jubiläumsweg in der Zwischenzeit auch entgegen der unten beschriebenen Hauptrichtung zu bewandern.
An jedem Etappenstart finden sich je eine große Tafel mit Angaben zum Wegverlauf, der Etappenlänge und der durchschnittlichen Gehzeit. Am Wegesrand sind sowohl die neuen als auch verschiedene alte Wegzeichen zu finden.
- Infotafel in Neukirch

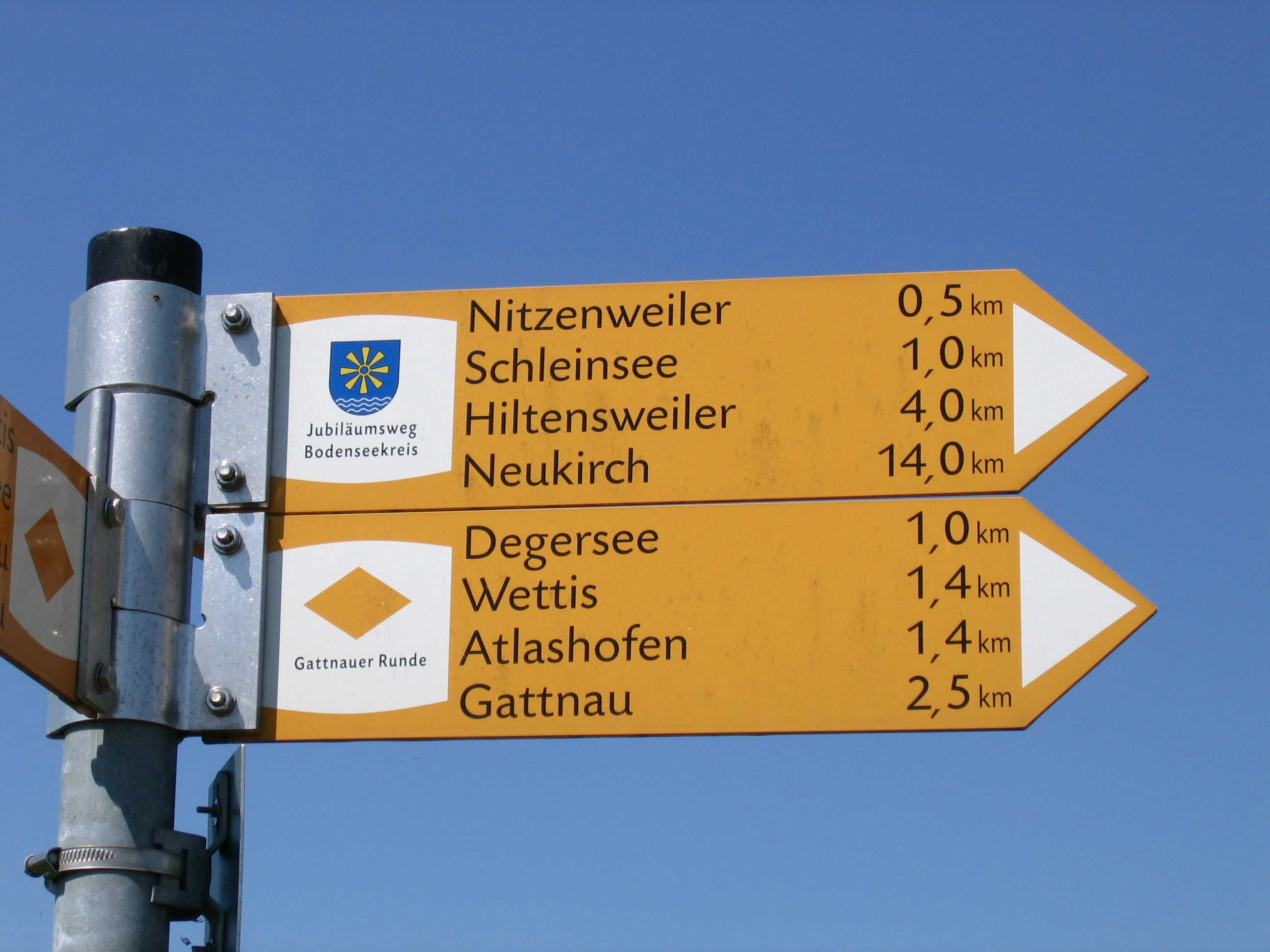
Großes Wegzeichen
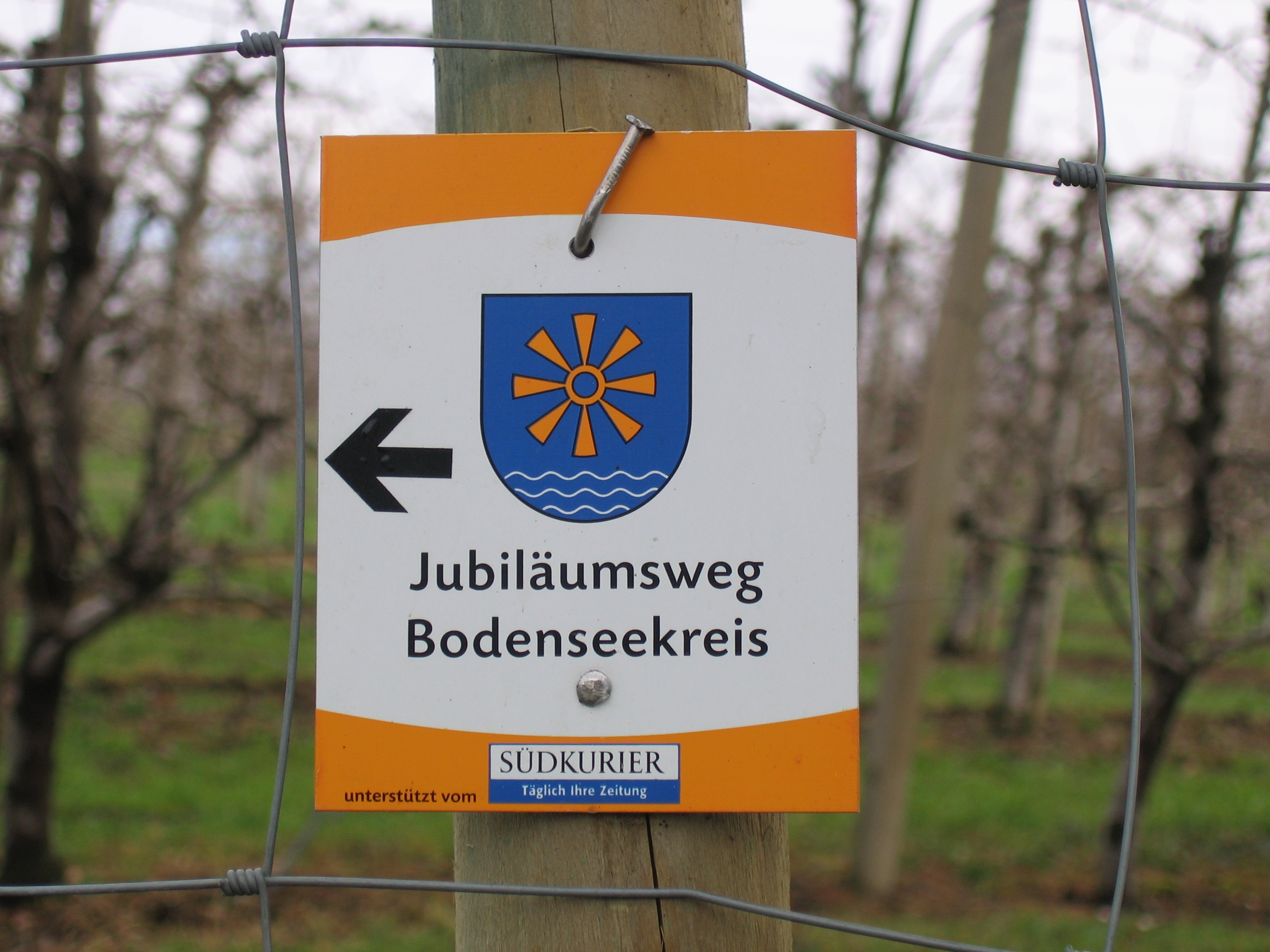
Kleines Wegzeichen
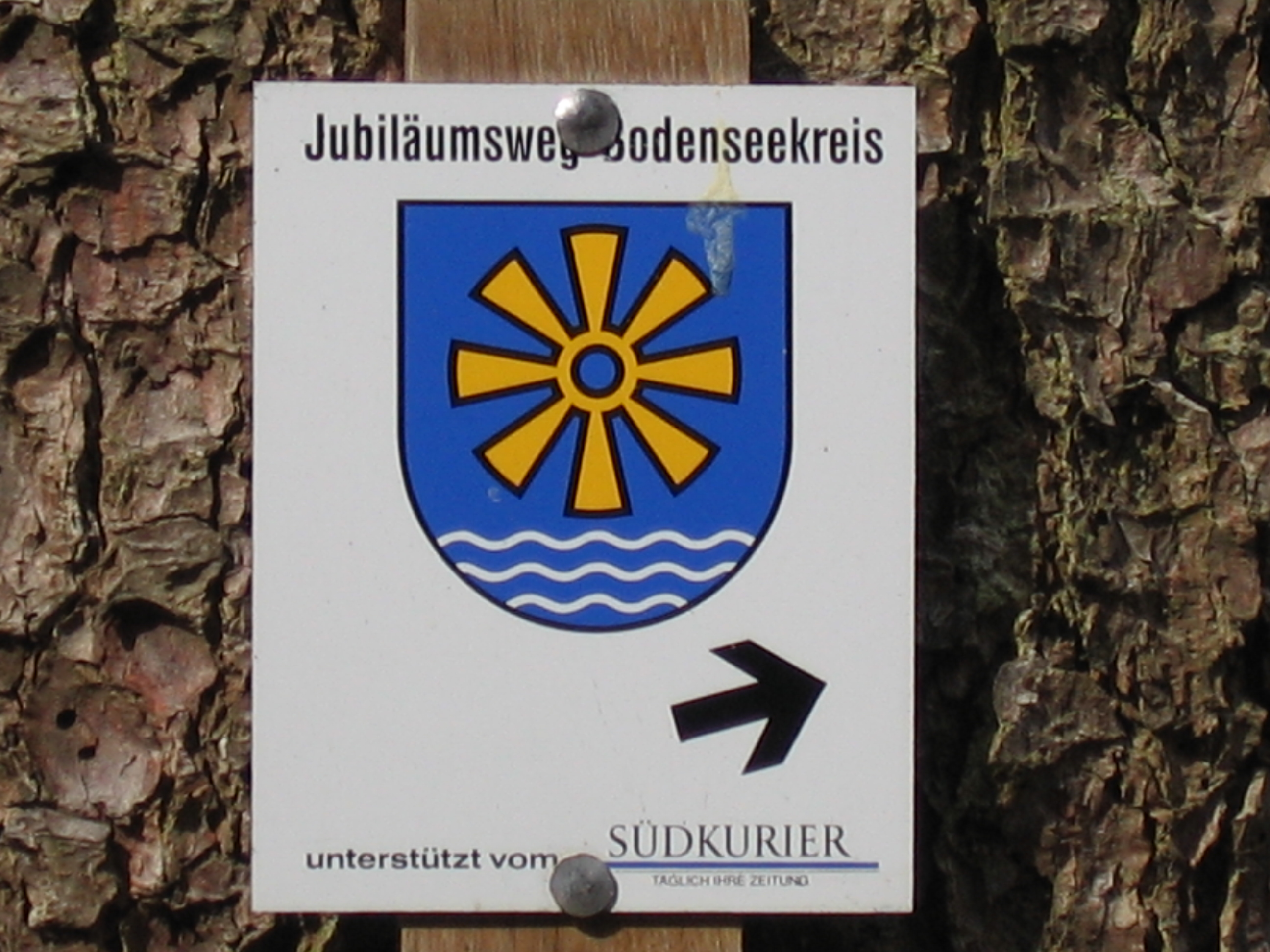
Wegzeichen (alt)
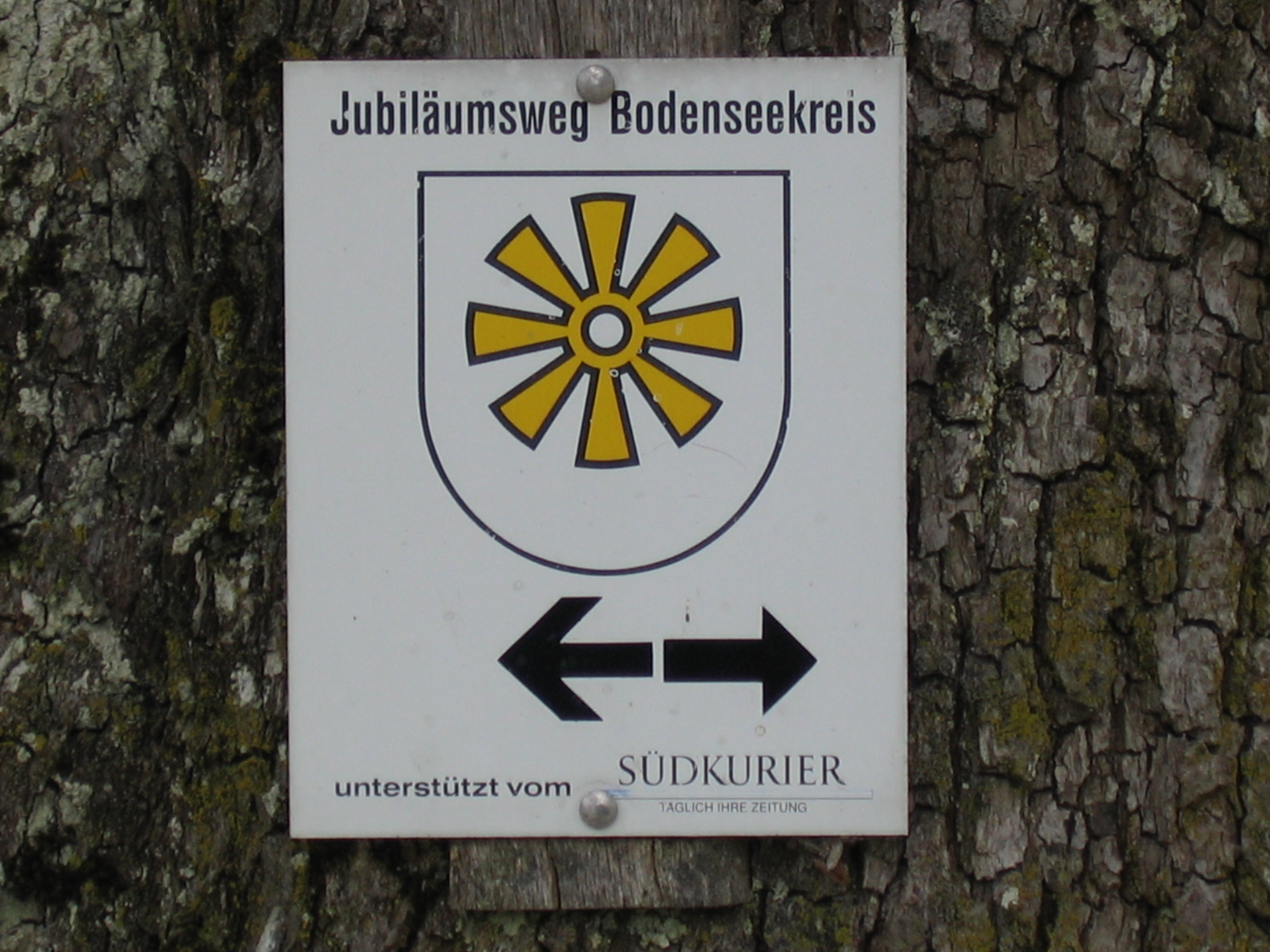
Wegzeichen (älter)
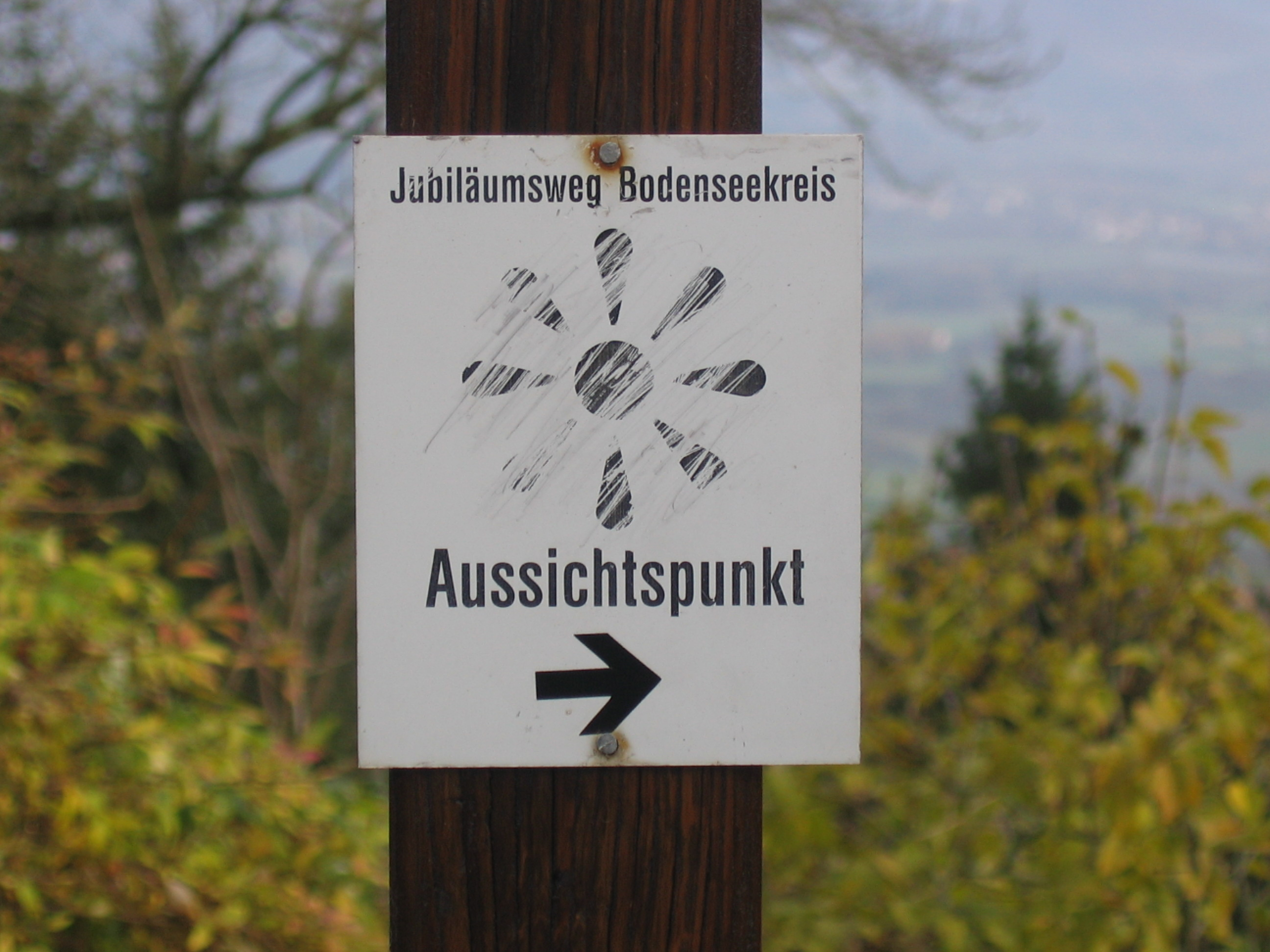
Wegzeichen Aussichtspunkt

Eine Gruppe von etwa zehn ehrenamtlichen Wegewarten sorgt unter Leitung des Landratsamts und in Verbindung mit den zuständigen Gemeinden für die Ausschilderung und Instandhaltung des Jubiläumswegs.

## Routenverlauf
Der Wanderweg ist in insgesamt sechs Etappen eingeteilt, für die Wanderer jeweils ungefähr vier bis sechs Stunden Gehzeit benötigen. Die Kilometerangaben in Klammern beziehen sich auf den Ausgangspunkt der jeweils beschriebenen Etappe.

### 1. Etappe: Bahnhof Kressbronn – Neukirch

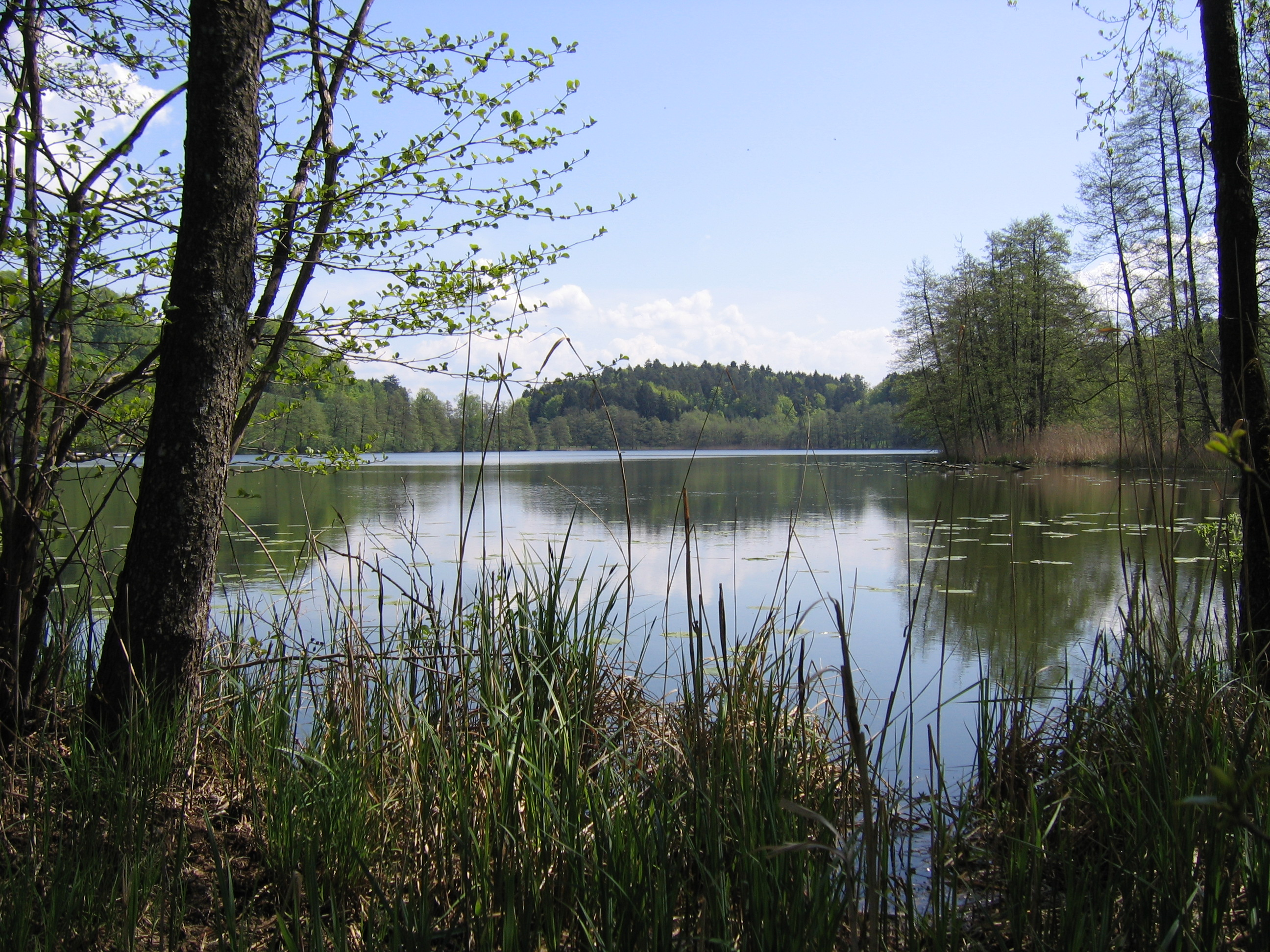
Der Schleinsee

18 Kilometer om Bodensee durch bewegtes Hügelland an den Allgäurand

Die erste Etappe führt vom Kressbronner Bahnhof an den östlichen Rand des Bodenseekreises. Am Nunzenberg (1,5 km), Gattnau und Arensweiler vorbei, durch den Ortsteil Poppis (), unter der Bundesstraße 31 hindurch, gleich links hinauf, erreicht man Riedensweiler (). Das Naturschutzgebiet Schachried rechts liegenlassend und durch Nitzenweiler () geht es weiter zum Kressbronner Ortsteil Schleinsee (4,5 km). Hier ist die 1737 erbaute barocke Mariä-Himmelfahrt-Kapelle zu besichtigen. Der Aussichtspunkt oberhalb des Schleinsees () gilt für viele Wanderer und Radfahrer im Frühjahr als der schönste Punkt des gesamten Jubiläumswegs: Der Blick über den Schleinsee, unzählige blühende Obstbäume und den Bodensee hinüber zum 2.502 Meter hohen Säntis im Appenzellerland. Über viele Wurzeln, durch Busenhaus () am Degersee, Oberwolfertsweiler und Hiltensweiler – hier Kirche der katholischen Pfarrgemeinde St. Dionysius – gelangt man beim Langnauer Waldparkplatz () – Abzweig zum Langnauer Waldlehrpfad (zusätzliche Wanderzeit ungefähr eine Stunde) – in das Tal der Argen, nach Rhein und Bregenzer Ache der drittgrößte Bodenseezufluss (9 km). In Heggelbach überquert der Wanderer die Argen auf einem Hängesteg () Richtung Steinenbach. Nach einem steilen Aufstieg Richtung Wittenberg, durch das Naturschutzgebiet Kreuzweiher-Langensee (am gegenüberliegenden Ufer Bademöglichkeit: Strand mit Liegewiese, kostenfrei) und Unterlangensee () erreicht man das Etappenziel Neukirch. Markanter Punkt am ersten Etappenziel in der Ortsmitte () ist die Kirche „St. Maria Rosenkranzkönigin“.

### 2. Etappe: Neukirch – Bahnhof Meckenbeuren

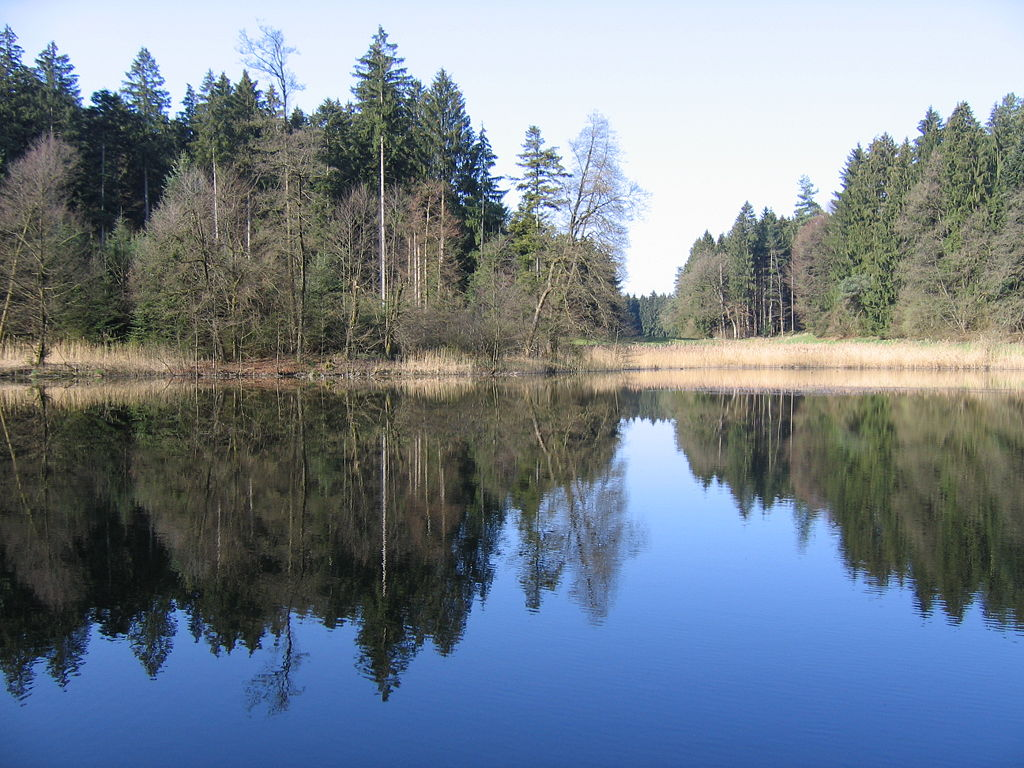
Holzweiher

17 Kilometer westwärts durch die Hügelwelt ins Schussenbecken

Zur zweiten Etappe verlässt man Neukirch durch eine waldreiche Hügellandschaft in Richtung Oberrussenried. Vorbei am Holzweiher (/1,5 km) und dem Naturschutzgebiet Jägerweiher mit Badezone (/2,5 km) führt der Jubiläumsweg nach Krumbach (/5,5 km). Hier sollte man sich die Zeit nehmen, die oberhalb des Weges gelegene barocke Pfarrkirche „St. Georg“ zu besichtigen: Pfarrer Josef Bosch gab 1771 den Auftrag an die Werkstatt des Andreas Brugger die Bilder der Vierzehn Nothelfer und des Kreuzwegs zu gestalten. Über Matzenhaus, Mehrenberg und Hergottsweiler () gelangt der Wanderer zur 1954 erbauten Kapelle „Maria Königin des Friedens“ oberhalb von Brünnensweiler (/12 km). Am Stadtrand von Tettnang mit seinen vielen Hopfenfeldern führt der Jubiläumsweg, der hier parallel mit dem Tettnanger Hopfenpfad verläuft, den Wanderer an Siggenweiler – Abstecher zum Tettnanger Hopfenmuseum möglich – vorbei, durch Dieglishofen und Kaltenberg (/14,5 km) Richtung Meckenbeurener Bahnhof () – vielen als eine der Haltestationen aus dem Volkslied „Auf de schwäbsche Eisebahne“ bekannt – im Tal der Schussen.
Das gesamte Gebiet in und um Tettnang wird durch die bis zu acht Meter hoch wachsenden Hopfenpflanzen bestimmt. In Tettnang werden auf ungefähr 1.600 Hektar Anbaufläche jährlich zwischen 40.000 und 50.000 Zentner Hopfen für die Herstellung von Spitzenbieren in aller Welt geerntet. Das Wahrzeichen des Tettnanger Hopfenanbaus, die Hopfenburg des Hofguts Kaltenberg, rechts des Jubiläumswegs, an der Schwelle zum Schussental, gelegen, diente bis 1977 über ein Jahrhundert lang als Hopfentrockengebäude.

### 3. Etappe: Bahnhof Meckenbeuren – Bahnhof Markdorf

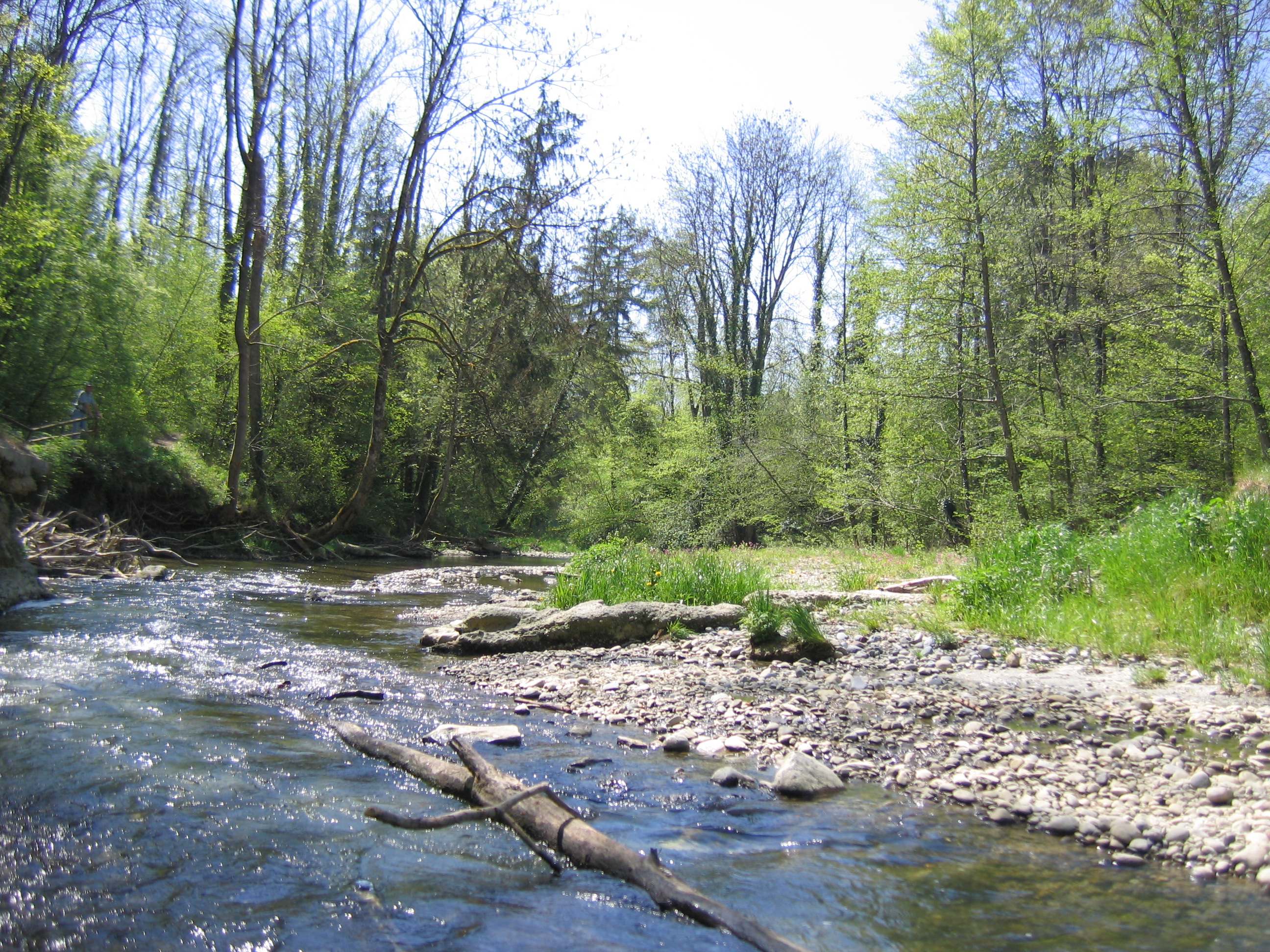
Im Tal der Rotach zwischen Weilermühle und Unterteuringen

20 Kilometer durch Wald, altes Kulturland, ein stilles Flusstal und an eine alte Grenze

Vom Bahnhof in Meckenbeuren kommend wird vor Brochenzell die Schussen überquert. Nach dem Weißenauer Wald verläuft der Weg über die Flecken Wannenhäusern und Wirgetswiesen hauptsächlich durch Obstplantagen und landwirtschaftlich genutzte Wiesen. Vor Ailingen sollte der Wanderer auf jeden Fall einen kurzen Abstecher zur 1919 wieder aufgebauten Kapelle auf dem Haldenberg machen: An schönen Tagen hat man von hier eine wunderbare Aussicht über die Landschaft vom Allgäu bis zum Linzgau und den Bodensee! Durch Ailingen führt der Weg bei der Reinachmühle in das Rotachtal und nach Unterteuringen durch die Raderacher Drumlinlandschaft bis zum Hepbacher-Leimbacher Ried. Hier steht eine Hütte mit Infotafeln zur Beobachtung seltener Brutvögel, unter anderem Weißstörche, und der angesiedelten Heckrinder. An Leimbach vorbei und durch Bergheim verläuft der Weg durch ein Industriegebiet zum Markdorfer Bahnhof ().

### 4. Etappe: Bahnhof Markdorf – Heiligenberg

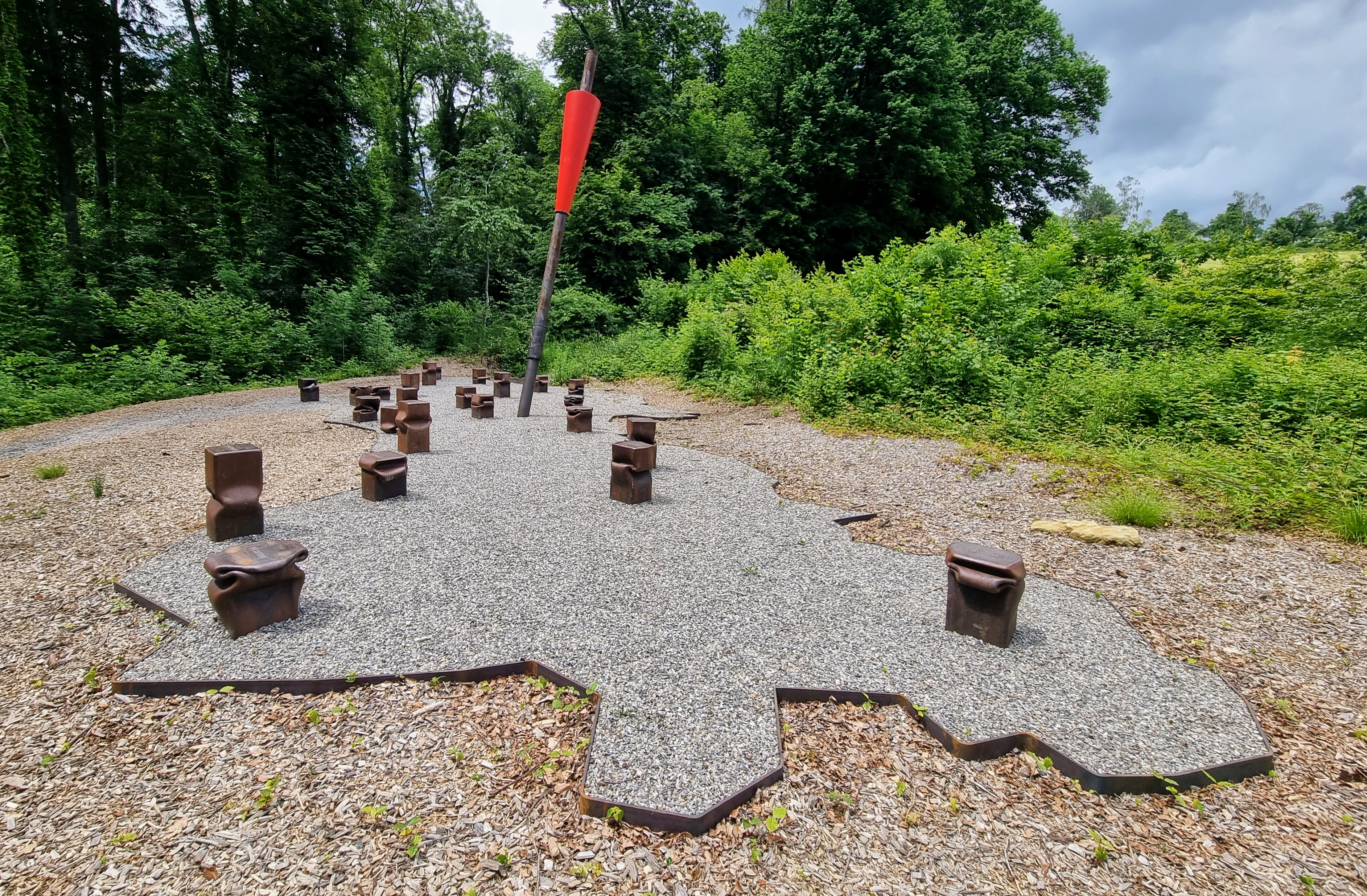
Geographischer Mittelpunkt des Bodenseekreises

20 Kilometer große Panoramen auf dem Weg ins Linzgauer Bergland

Nach der vorherigen „Flachetappe“ folgt nun die längste und körperlich anspruchsvollste Etappe: Vom Bahnhof erfolgt durch die Markdorfer Altstadt mit dem Obertor und vorbei am geographischen Mittelpunkt des Bodenseekreises () der Anstieg zum Aussichtsturm auf dem Gehrenberg (3 km). Bei klarem Wetter hat man vom Turm eine grandiose Aussicht über den Bodensee in die Alpen, das Allgäu und das oberschwäbische Hügelland bis zum Höchsten. Nach dem Abstieg führt der Jubiläumsweg den Wanderer durch die Ortschaften Deggenhausertal-Wendlingen (5 km), Eggenweiler (6,7 km), Untersiggingen (9,5 km) und Lellwangen (14,2 km). Zwischen den beiden letztgenannten Orten verläuft der Jubiläumsweg parallel mit dem Franziskusweg: Mehrere Tafeln mit Preisungen lassen den Wanderer hier immer wieder verweilen. Nach steilem Anstieg, vorbei an einer Alpakazucht, erreicht man den mit 810 m ü. NHN höchsten Punkt des gesamten Weges (15,5 km), ein Grillplatz lädt dort zur Rast. In Betenbrunn (16,8 km) lohnt sich eine Besichtigung der bereits 1275 erstmals erwähnten Wallfahrtskirche und des dazugehörenden Kreuzwegs. Über die Amalienhöhe (19,8 km) führt der Weg hinab nach Heiligenberg. Am 1914 errichteten Fürstenbrunnen vor dem Schloss () der Familie Fürstenberg endet diese Etappe.

### 5. Etappe: Heiligenberg – Owingen

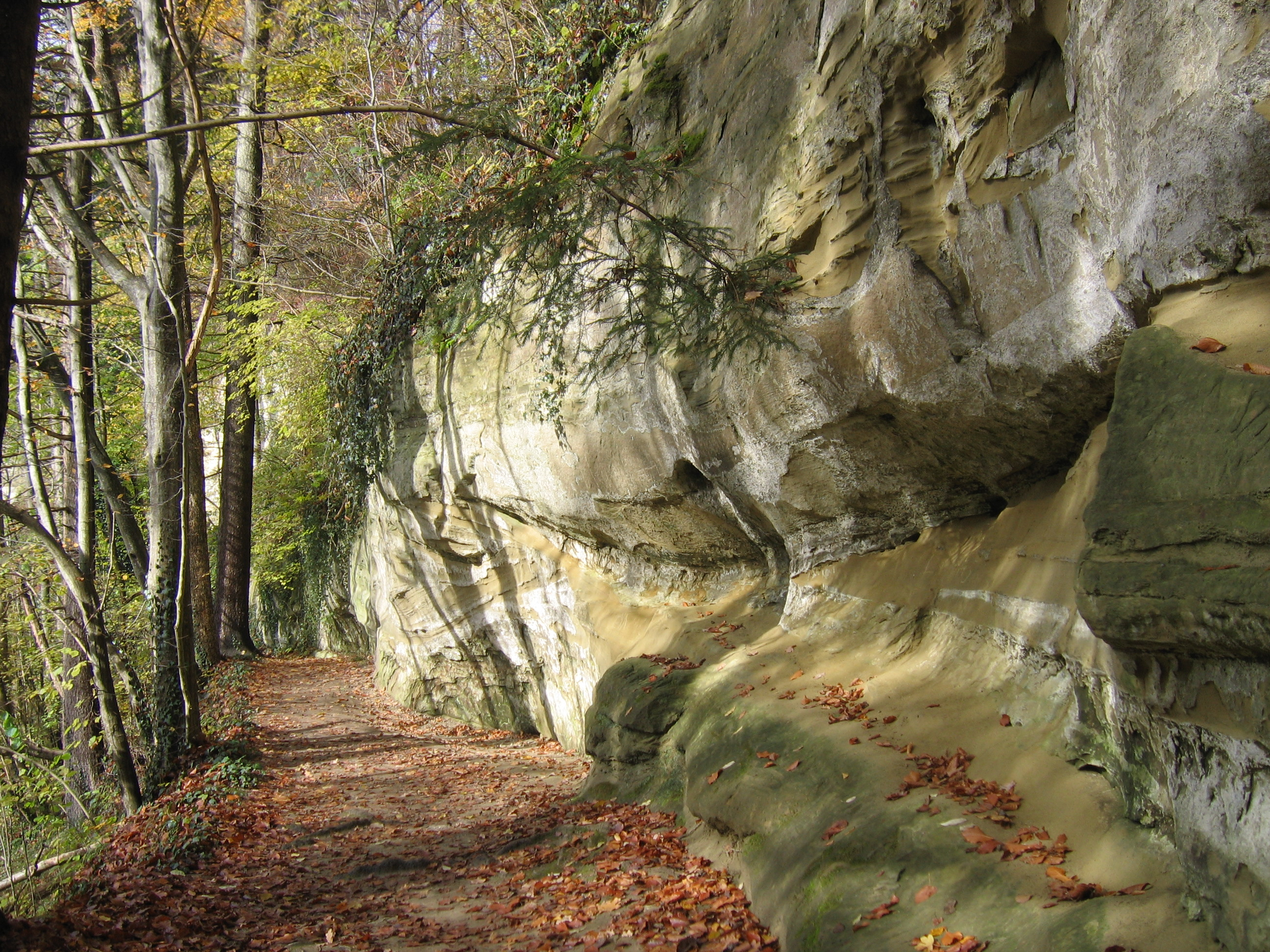
Im Aachtobel

18 Kilometer hohe Wege überm Linzgau, große Weiten und enge Waldschluchten

Der Weg der fünften Etappe verläuft vom Postplatz vor dem Schloss hinauf auf den Bergrücken des Amalienhains, durch den Friedwald und hinüber zum Belle-Vue-Platz. Bei guter Fernsicht bietet sich dem Wanderer ein atemberaubender Ausblick auf die gesamte Kette von den Vorarlberger Alpen im Osten, über den Säntis bis in das Berner Oberland mit Eiger, Mönch und Jungfrau im Westen. Weiter geht der Weg zur Frickinger Ringburg, im Volksmund fälschlicherweise Schwedenschanze genannt, und hinunter in den Frickinger Ortsteil Altheim. Am Elisabethenhof vorbei und über die Steinhöfe führt der Weg zum Wallfahrtsort Maria im Stein und durch den Aachtobel, eines der ältesten Naturschutzgebiete Deutschlands und das „wildeste Stück Natur im Bodenseekreis“. Nach langem Anstieg erreicht der Wanderer Hohenbodman. Neben einem Tiefbrunnen (23 m) und dem letzten hydraulischen Widder steht hier eine der ältesten Linden Deutschlands. Durch das Bodmerholz gelangt der Wanderer zum Etappenziel am Owinger Rathaus ().

### 6. Etappe: Owingen – Überlingen

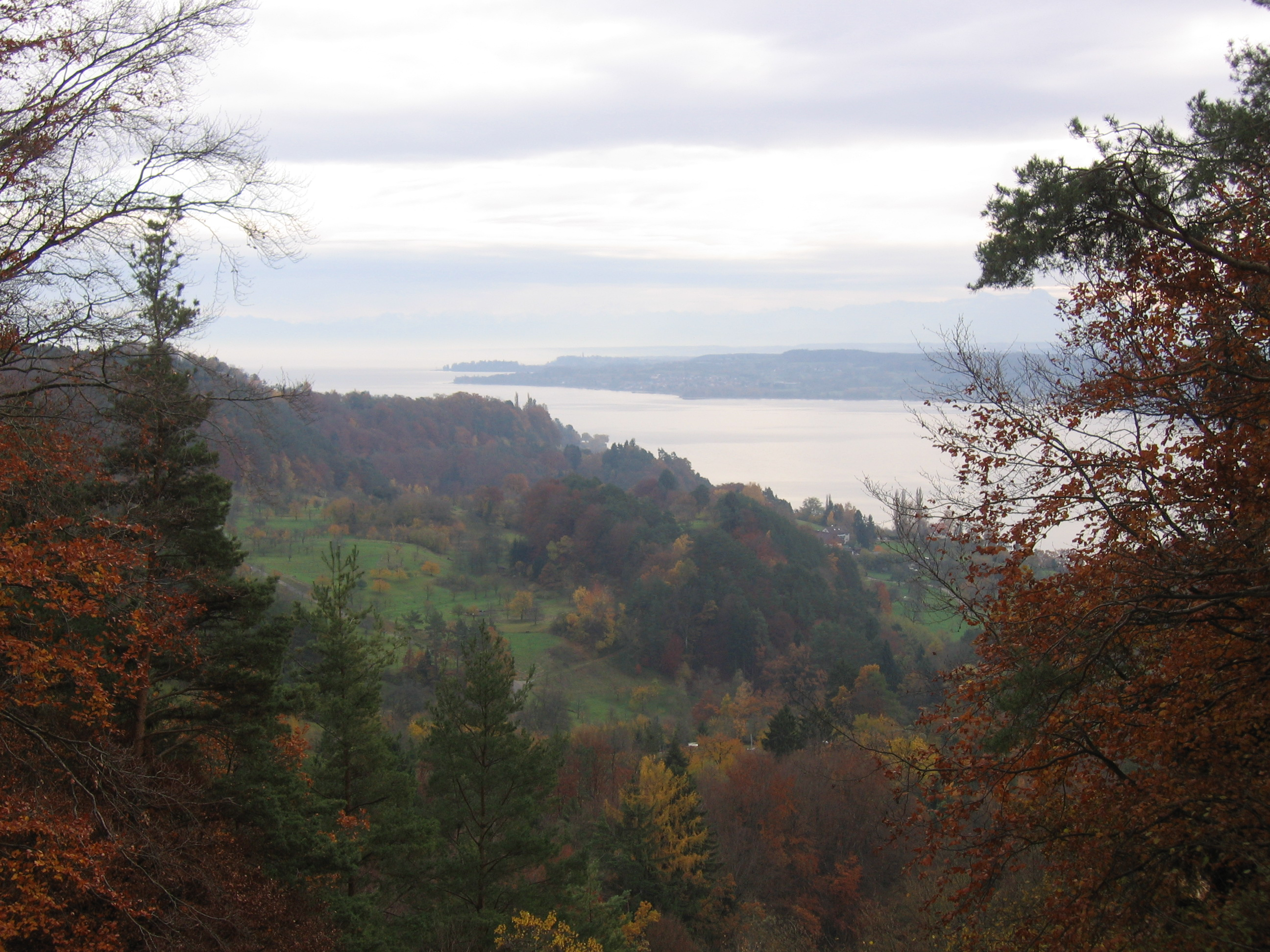
Herbststimmung oberhalb des Überlinger Sees

18 Kilometer über Wälderhöhen zum großen Finale überm See

Die sechste und letzte Etappe führt durch Wälder und freies Gelände am Hochbühl vorbei, über den Stadtkopf- und Pfaffenwaldweg hinunter nach Nesselwangen (5,6 km). Hier steht die Kirche St. Peter und Paul; sie wurde nach dem Dreißigjährigen Krieg neu erbaut und 1861 vergrößert. Über die Bundesstraße 31 neu geht es weiter hinauf zum Sipplinger Berg (7,4 km). Von hier aus beliefert der Zweckverband Bodensee-Wasserversorgung rund vier Millionen Bürger in 146 Städten und Gemeinden und 34 Wasserversorgungs-Zweckverbänden mit Trinkwasser. Einige Meter weiter gibt die Landschaft den Blick auf den Überlinger See und den Bodanrück am gegenüber liegenden Ufer frei. Nach Abstieg über den erstmals 1441 erwähnten Haldenhof (9,1 km), begleitet von herabgestürzten Nagelfluhbrocken, über die Nonnenebene, durch das Naturschutzgebiet Hödinger Tobel nach Hödingen (14 km), durch Spetzgart (12,1 km) und den Spetzgarter Tobel nach Goldbach (16,3 km). Seit 2022 führt der Weg nicht mehr an der Schächerkapelle im Maiengericht vorbei, sondern hinab zur Sylvesterkapelle und am Bodensee entlang durch das Gelände der Landesgartenschau zum Bahnhof „Therme“. Zu den Attraktionen in Überlingen gehören Galerien, die Bodensee-Therme, der Stadtgarten, die mittelalterliche Stadtbefestigung oder das Münster.

## Infrastruktur
Am Wegesrand aller Etappen liegen einige Gasthäuser. In den Etappenorten findet der (Rad-)Wanderer Unterkünfte der verschiedensten Preisklassen. Von Überlingen, allen anderen Etappenorten und entlang der Strecke gibt es regelmäßige Zug- oder Busverbindungen über Friedrichshafen zurück nach Kressbronn.

## Jubiläumsweg-Lauf
Am 19. Oktober 2008 fand aus Anlass der Jubiläen „35 Jahre Bodenseekreis“ und „10 Jahre Jubiläumsweg“ unter der Schirmherrschaft des Landrats Lothar Wölfle der Jubiläumsweg-Lauf statt. Die Starts erfolgten in Überlingen und in Kressbronn. Das Ziel für die etwa 240 Teilnehmer war in Markdorf.
Von Überlingen ging es entgegen der oben beschriebenen Richtung auf den Etappen 6, 5 und 4 über Owingen und Heiligenberg (56 km), von Kressbronn aus auf den Etappen 1 bis 3 über Neukirch und Meckenbeuren (55 km) nach Markdorf.

## Übergänge
- Bei Neukirch (1. Etappe) und beim Sipplinger Berg (6. Etappe) trifft der über 185 Kilometer von Spaichingen auf der westlichen Schwäbischen Alb durch Oberschwaben und entlang des Bodensees bis zum Schwarzen Grat im Württemberger Allgäu führende „Heuberg-Allgäu-Weg“ (HW 9) auf den Jubiläumsweg.
- In Tettnang (2. Etappe) kreuzt der „Main-Donau-Bodensee-Weg“ (HW 4) den Jubiläumsweg.
- Erst in Atlashofen (1. Etappe) und später in Brochenzell (2./3. Etappe) kreuzt der Oberschwäbische Jakobsweg, der als Abschnitt des nach Spanien führenden Jakobswegs verläuft.
- Im Owinger Ortsteil Hohenbodman (5. Etappe) trifft der „Linzgauer Jakobsweg“ auf den Jubiläumsweg. Er ist eine von sechs Wegvarianten der „Via Beuronensis“, die zwischen Neckar und Bodensee ebenfalls als Abschnitte des Jakobswegs verlaufen.